# Adrián Bello
Adrián Bello (Lima, 13 de enero de 1991) es un cantante y compositor peruano. Su música aborda los temas del amor, diversidad y la comunidad LGBTQ+.

## Biografía
Desde joven, mostró interés por la música y comenzó a explorar su voz y composición de manera autodidacta.
Su carrera musical inició en 2018 con el lanzamiento de su primer álbum, "Apprentice", una producción independiente con influencias del soul, pop y R&B. En 2022, presentó el EP "Bailemos en la Sala", incorporando sonidos más electrónicos y letras en español.
En 2024, lanzó "Multicolor", un álbum que aborda temas de amor, identidad y diversidad. Su música ha sido reconocida por su mensaje inclusivo, convirtiéndolo en una figura visible dentro de la comunidad LGBTQ+ en el ámbito musical.
A lo largo de su carrera, ha colaborado con diversos artistas y ha seguido explorando diferentes géneros, consolidando su presencia en la escena musical peruana.

## Vida privada
Adrián Bello ha mostrado abiertamente su orientación sexual en redes sociales.
En enero de 2025 anunció su intención de casarse con actor peruano Bruno Ascenzo, su pareja desde 2020.

## Discografía

### Álbumes
- Apprentice (2018) [2]
- Bailemos en la sala (2022)[6]
- Multicolor (2024)[7]
- Multicolor (Deluxe) (2025)

### Videoclips
- «Multicolor» (2024)
- «Las cosas simples» (2024)
- «Otros ritmos» (2023)
- «El río» (2023)
- «Bailemos en la sala» (2022)
- «Una noche más» (2021)